# Neoxamanismo
Neoxamanismo são as teologias não ortodoxas que tentam resgatar a sabedoria dos povos ancestrais, conciliando-a com elementos culturais e filosóficos da modernidade. Numa perspectiva de análise histórica insere-se nos movimentos sociais de natureza estética ou religiosa denominados como "revivalismo", uma ressurgência de valores espirituais e/ou culturais dentro de uma cultura em transformação. tendo como exemplos clássicos do revivalismo o renascimento e o neopaganismo. Movimentos sociais são processos complexos que envolvem os mecanismos do contágio social ou propagação das emoções  e determinações de natureza política e sócio econômica a exemplo da "epidemia" de dança de 1518 ou o retorno à identidade étnica de grupos de remanescentes indígenas e de quilombos, minorias e formas de organização anteriormente perseguidas legalmente e/ou discriminadas. O neoxamanismo, xamanismo urbano ou "core" - xamanismo, entretanto também tem que ser compreendido na perspectiva de formação e origem das religiões.

## Características
Os movimentos neo-xâmanicos, além de recuperar tradições e rituais xamânicos antigos, o têm feito combinando uma variedade de cultos e elementos filosóficos bem distintos, como, por exemplo, a filosofia oriental e o cristianismo.
As tradições xamânicas têm em comum a ideia de que há uma profunda conexão entre os elementos da natureza e do universo e de que, através de práticas meditativas, rituais é possível adquirir habilidades para a superação dos limites convencionais impostos pela mente humana racional. [carece de fontes?]
Alguns dos seus precursores mais famosos foram os antropólogos Carlos Castaneda e o Michael Harner, com obras publicadas nos anos 60.